# Synagogue de Třeboň
 (janvier 2022).

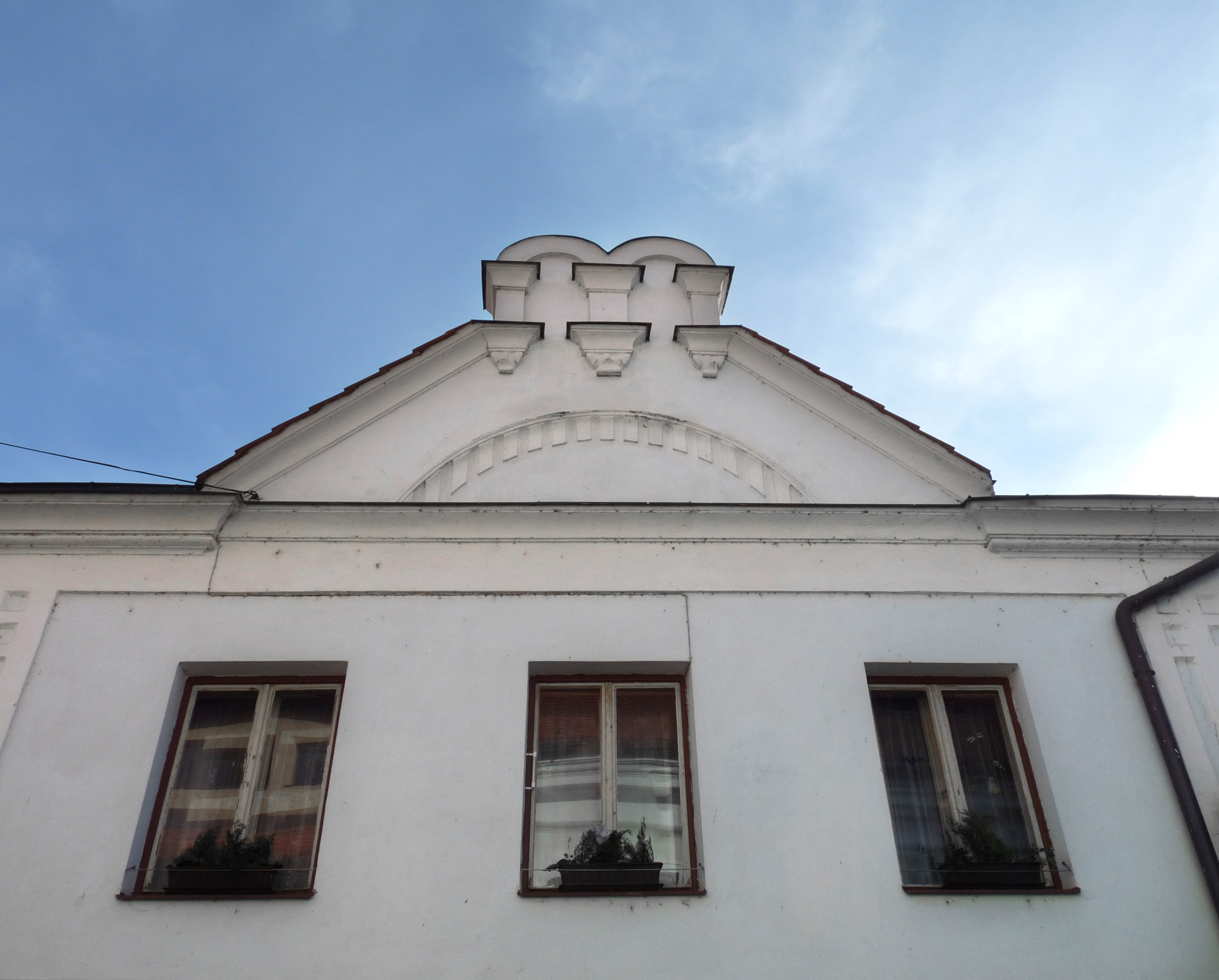
Charpente du toit

La synagogue de Třeboň (en allemand Wittingau), une ville tchèque située dans la région de Bohême du Sud, a été construite au XIXe siècle. La synagogue est située au 50, rue Krčínova.
La synagogue de style néo-classique a servi de lieu de culte jusqu'à la Seconde Guerre mondiale.

## Voir également
- Communauté juive de Třeboň

## Littérature
- Klaus-Dieter Alicke : Lexique des communautés juives de l'espace germanophone. Tome 2 : Großbock - Ochtendung. Gütersloher Verlagshaus, Gütersloh 2008,  (ISBN 978-3-579-08078-9) ( édition en ligne ).

## Liens web
- Politique antijuive après la création du protectorat de Bohême et Moravie (consulté le 1er février 2013)